# Austrelatus asteios
Austrelatus asteios (лат.) — вид жуков-плавунцов рода Austrelatus из подсемейства Copelatinae (Dytiscidae). Новая Гвинея. Название вида — греческое прилагательное, означающее «милый, симпатичный», и относится к красивому желтовато-красному спинному узору вида.

## Распространение
Встречается в Индонезии на острове Новая Гвинея (провинция Западное Папуа, Kebar).

## Описание
Мелкие жуки-плавунцы, длина около 6 мм (5,7-6,6) мм. Представителей можно отличить от близких видов по следующей комбинации признаков: надкрылья пёстрые, с отчётливой, широкой желтовато-красной базальной полосой и желтоватыми межполосными полосами латерально, иногда дополнительно апикально, редко надкрылья целиком слегка желтоватые. Гениталии самца: левая дорсальная доля с более толстой вершиной и более сильно вогнутым апикальным краем, поэтому вентральные доли более заметны при виде слева сбоку; надкрылья с 11+1 бороздками.